# Papež Celestin IV.
Papež Celestin IV., rojen kot Goffredo da Castiglione (ali: Goffredo Castiglioni), je bil rimski škof (papež) Rimskokatoliške cerkve, * okrog 1187  Milan, (Italija, Sveto rimsko cesarstvo), † 10. november 1241 Rim (Papeška država).

## Življenjepis
Goffredo da Castiglione (oziroma Godfrid Kastiljonski) izhaja iz plemenite milanske družine Castiglione, ki je dobila svoje ime po svojem glavnem premoženju, gradu  Castiglione Olona v okraju Seprio. Njegovo pripadnost tej starodavni rodbini v milanskem predmestju, ki je bila zlasti dejavna na političnem področju v XII. in XIII. stoletju dokazuje izrečno listina milanskega nadškofa Henrika Settala z nadevkom 18. julija 1223, , ki so jo sestavili ravno v navzočnosti “gospoda Gonfreda de Castelliono, ki je bil tedaj kancler;" vsebuje pa poročila o njegovem nečaku in o nekaterih starih kronikah. 

Oče Godfrida Castiglionija je bil Giovanni Castiglioni, mati pa Cassandra Crivelli, sestra Urbana III.. Glede datuma rojstva nimamo podatkov; menijo pa, da je bil ob izvolitvi za papeža ne le bolehen, ampak tudi že star. . Postal je kanonik in nadduhovnik pri milanski stolnici, in pozneje upravitelj te škofije. Bil je cistercijanski menih v opatiji Altacomba na Savojskem. 
Godfrid je postal kardinal-duhovnik pri sv. Marku 18. septembra 1227 med prvim kardinalskim konzistorijem Gregorja IX.. Prvo listino je podpisal kot kardinal v mestu Anagni 23. septembra 1227. .

Nekaj mesecev po imenovanju je papež Gregor IX. poslal Godfrida kot odposlanca v Toskano in Lombardijo. Iz Rima je odpotoval po 3. februarju 1228, ko lahko beremo njegov zadnji podpis. . Dokaz o njegovi novi službi je podpis z dne 10. aprila 1228. Takrat ga je Gregor IX. pooblastil, naj sprejme od Tomaža I. Savojskega  prisego zvestobe za trdnjavo Avigliana, ki jo je dobil v fevd kot priznanje za približevanje papeški politiki, ki ni bila naklonjena Frideriku (politica antifedericiana) .

### Mučne papeške volitve
V času smrti Gregorja IX. je bivalo v Rimu le deset kardinalov; drugi so bili razpršeni po svetu, največ pa jih je imel ujete Friderik II.. Zato ni čudno, da je sledila dvomesečna sedisvakanca, kar se ni zgodilo že poldrugo stoletje. Cesar je po dolgem obotavljanju le dovolil kardinalom-volivcem odhod v Rim, vendar pod obljubo, da se bodo po končanih volitvah vrnili v ujetništvo. Kardinali so po dolgem posvetovanju izvolili nekdanjega cistercitskega meniha sabinskega kardinala-škofa iz milanske družine Castiglione. 
Iz leta 1241 poznamo torej prve konklave. . Kardinale je dal s pomočjo vojaške sile zapreti v palačo Septizonij na rimskem Palatinu neusmiljeni rimski senator in župan Matteo Rosso Orsini pod grožnjo, da jih ne bo spustil ven, dokler ne izvolijo papeža.

V konklavu je bilo takrat torej le deset kardinalov, pa še oni so bili med seboj razdeljeni: polovica je podpirala proticesarsko politiko Gregorja IX., polovica pa si je želela doseči nekakšen sporazum s cesarjem. 

Grožnje, vsevrstno pomanjkanje glede hrane in snage ter vročina in mraz so med drugim povzročili smrt angleškega kardinala Roberta Somercotesa , vsi drugi pa so zboleli. Vojaki so celo plezali na streho zapuščene in hudo zanemarjene stavbe in lomili opeko, da je dež padal naravnost na kardinale. Končno jim je župan zagrozil, da bo v Septizonij prinesel izkopano truplo pokojnega papeža papeža Gregorja IX.. Kljub temu so se volitve vlekle. Šele 24. oktobra 1241 so izvolili Gotfrida Castiglioneja (tudi: Gaufrid Castiglioni), sabinskega kardinala-škofa, ki je komaj še bil živ. Papeško kronanje je bilo 28. oktobra; slovesno je obhajal še praznik Vseh svetih, nato pa je kmalu na smrt zbolel.
 

Kakor hitro so se kardinali rešili senatorjevih vezi, so se zatekli v Anagni, od koder so napisali pismo z opisom vsega dogajanja. 

## Smrt
Že pred izvolitvijo je bil star in bolehen. Nevzdržne razmere med konklavami so njegovo zdravje še bolj razrahljale in je kmalu nato hudo zbolel. Zboleli so tudi drugi kardinali; Celestin IV. pa je po komaj 17 dneh vladanja umrl 10. novembra 1241 v Rimu. 

Pokopan je v Baziliki svetega Petra. 